# NGC 393
NGC 393 là một thiên hà dạng hạt đậu nằm trong chòm sao Tiên Nữ. Nó được phát hiện vào ngày 5 tháng 10 năm 1784 bởi William Herschel. Nó được Dreyer mô tả là "mờ nhạt, rất nhỏ, rất ít mở rộng, dần dần sáng hơn ở giữa, bốn ngôi sao nhỏ (mờ nhạt) ở gần".